# Milton Dube
Milton Ross Dube – nauruański polityk, kandydat w wyborach prezydenckich w listopadzie 2010.
Do Parlamentu Nauru dostał się, reprezentując okręg Aiwo, w czerwcu 2010. Deklarował niezależność polityczną, wykazując gotowość do rozmów zarówno z obozem zwolenników prezydenta Marcusa Stephena, jak i z przedstawicielami opozycji. 
1 listopada 2010, jako kandydat wspierany przez opozycję, wziął udział w wyborach prezydenckich. Przegrał w nich z urzędującą głową państwa stosunkiem głosów 11–6. Ponownie kandydował na prezydenta 10 listopada 2011, przegrał jednak z Frederickiem Pitcherem (8–9). W wyborach z 2013 odnowił mandat.